# Minamichita
Minamichita (南知多町?) è una cittadina giapponese della prefettura di Aichi.